# フレデリック・ガルニエ
フレデリック・ルイ・ガルニエ（Frederic Louis Garnier, 1860年12月20日 - 1941年1月19日）は、明治から昭和初期の日本で活動したフランス人カトリック司祭。パリ外国宣教会所属の宣教師。

## 名前について
熊本県天草市大江にあるガルニエの銅像の碑文では「ルドヴィコ（フランス語ではルイ）・ガルニエ」とあり、ガルニエを紹介した多くの文献やネット情報もこれに従っているが、浜名志松の1987年の著書、竹森敏・竹森要の1990年の著書（「参考文献」参照）ではそのファーストネームを「フレデリック」としており、また後者に掲載された「ガルニエ家の家系図」ではそのフルネームを「フレデリック・ルイ・ガルニエ」としている。両文献ともガルニエ本人とフランスの親族との間で交わされた私信（日本語訳文）を資料として紹介しており、特に竹森はガルニエ本人やその親族と直接面識・親交のある人物であることから、情報の信憑性も高いと思われるので、本記事ではこれらに従った。

## 生涯

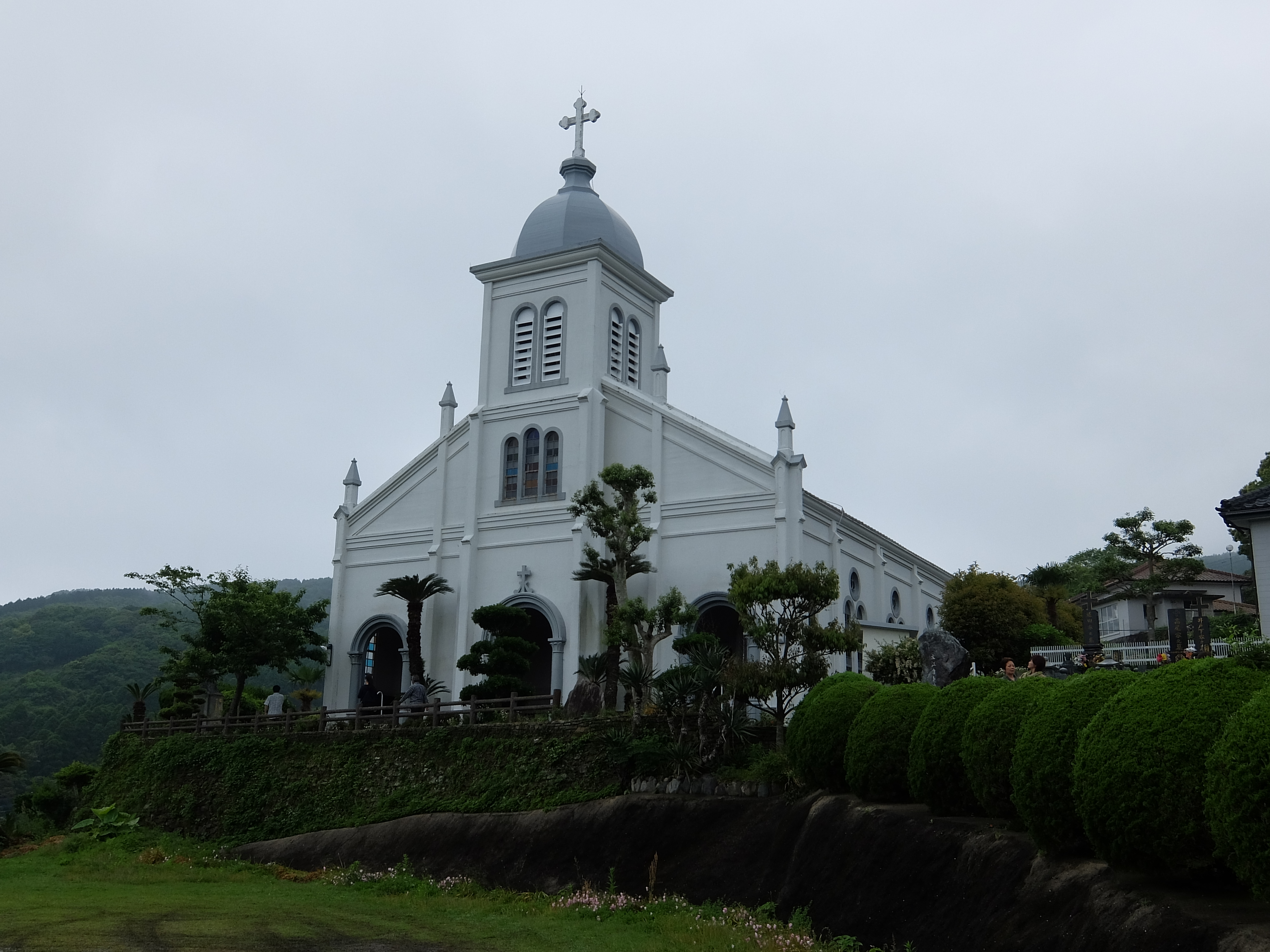
大江天主堂（2015年5月）

オート＝ロワール県ル・ピュイ＝アン＝ヴレ市出身。1885年12月来日。京都での日本語修得を経て1886年、長崎県伊王島の大明寺教会、1888年には上五島の魚の目教会、1892年には天草の大江教会に司祭として赴任した（1927年まで崎津教会を兼任）。以来1941年1月同地に没するまでの49年間、質素な生活を送りながら天草島民への布教に従事した。
この間、1933年には私費を投じて大江教会の現会堂（通称「大江天主堂」）を完成。ロマネスク様式の同会堂はガルニエの布教に捧げた生涯の記念碑であると同時に、日本の大工職人がヨーロッパの教会建築の技術を摂取して明治～昭和期の日本各地に建てたいわゆる「天主堂」の作例として、近代建築史上も重要である。
1907年の紀行文『五足の靴』の一行もガルニエを訪れ、土地の信者が親しみを込めて「パアテルさん」（「神父」の意）と呼ぶフランス人の宣教師、として紹介している。